# 5-й армійський корпус (США)
V ко́рпус а́рмії США (англ. V Corps (United States) — військове об'єднання, армійський корпус армії США. Заснований за часів Громадянській війні в США, брав активну участь у Першій та Другій світових війнах, а також у війні в Перській Затоці та в Іраку.

Почесна відзнака корпусу

У лютому 2020 департамент Сухопутних військ оголосив про відновлення діяльності V корпусу з передовим штабом в Європі. Як тільки V корпус буде повністю готовий до виконання місії, він зосередиться на Європі й візьме на себе оперативні й тактичні функції армії США в Європі та Африці.